# Jeffrey Piton
Jeffrey Piton est un auteur-compositeur-interprète canadien né le 10 mai 1989 à Kingston en Ontario.

## Biographie
Jeffrey Piton est né à Kingston en Ontario et a habité Saint-Jean-sur-Richelieu. Jeffrey Piton joue notamment de la guitare et chante en français et en anglais. L'artiste s'est fait connaître grâce à son passage à la première édition de l'émission La Voix en 2013.  
Le 23 mai 2019, l'auteur-compositeur-interprète lance un tout premier album en anglais, Blind. Rapidement, cet album s'attire les éloges de plusieurs journalistes culturels, qui le qualifient notamment de sensible et doux.  